# Sylvie Josset
Sylvie Josset (* 14. August 1963 in Saint-Brieuc) ist eine ehemalige französische Fußballspielerin.

## Vereinskarriere
Die Torhüterin Sylvie Josset hat, soweit sich dies aufgrund der für die ersten beiden Jahrzehnte des französischen Frauenfußballs dürftigen und lückenhaften Datenlage feststellen lässt, während ihrer aktiven Zeit ausschließlich für Chaffoteaux Sports Saint-Brieuc gespielt, und dies mindestens von 1983 bis 1992. Vermutlich begann sie dort aber schon früher, denn Mitte 1984 wurde sie bereits in Frankreichs Nationalelf berufen (siehe den Abschnitt weiter unten); hingegen ist es fraglich, ob sie auch noch in der 1992 eingeführten landesweiten Liga eingesetzt wurde. CS Saint-Brieuc war insbesondere ab Mitte der 1980er Jahre einer der erfolgreichsten Vereine Frankreichs, mit mehreren weiteren Nationalspielerinnen wie Isabelle Le Boulch, Françoise Jézéquel oder Ghislaine Baron besetzt – und die Torfrau war ein Garant dafür, dass bei CSSB „hinten sehr häufig die Null stand“.
Ausgerechnet bei den beiden wohl wichtigsten Partien ihrer Frauschaft allerdings fehlte sie, nämlich bei Saint-Brieucs beiden Endspielen – der Titel wurde bis 1992 in Endrundenturnierform ausgespielt – um die Landesmeisterschaft: In der Meistersaison 1988/89 hinderte sie eine in der Winterpause erlittene Verletzung daran, gegen die ASJ Soyaux mitzuwirken, und dies wiederholte sich beim (diesmal gegen den Juvisy FCF verlorenen) Finale der Saison 1991/92. In beiden Fällen musste die Ersatzkeeperin Anne Gouëzel, die es 1993 und 2000 immerhin auch auf zwei A-Länderspiele brachte, für Sylvie Josset einspringen.

## In der Nationalmannschaft
Sylvie Josset kam im Juni 1984 zum ersten ihrer insgesamt 25 Länderspiele für Frankreichs A-Nationalelf, als Trainer Francis Coché sie für eine Begegnung in Belgien nominierte. Bis zum Dezember 1988 war sie, auch unter Cochés Nachfolger Aimé Mignot, die nahezu unumstrittene Nummer eins bei den Bleues. Dann folgte die weiter oben bereits angesprochene Verletzung mit der Folge einer langen Unterbrechung ihrer Karriere auf internationaler Ebene. Im Sommerhalbjahr 1991 stand sie dann noch einmal für vier Spiele im französischen Auswahlteam. Danach nahm Sandrine Roux endgültig die Rolle der Stammtorhüterin ein.
Josset hat auch je einmal gegen die Schweizer (3:1-Sieg im April 1987) und die deutsche Nationalmannschaft (0:2 im März 1991) gespielt. Deutlich häufiger, nämlich je viermal, hieß der Gegner allerdings Belgien oder Italien. Die Gesamtbilanz ihrer Länderspiele entspricht mit neun Erfolgen, elf Niederlagen und fünf Unentschieden der damaligen Positionierung der Französinnen im internationalen Vergleich.